# جاك آرنوت
جاك آرنوت (بالإنجليزية: Jack Arnott)‏ هو لاعب كرة قدم أسترالية أسترالي، ولد في 6 أكتوبر 1920، وتوفي في 13 أغسطس 1999.

## وصلات خارجية
- جاك آرنوت على موقع AustralianFootball.com (الإنجليزية)
- جاك آرنوت على موقع AFLtables.com (الإنجليزية)